# Модал
Модал (Modal)  являє собою модернізоване віскозне прядильне волокно, що виробляють з целюлози, яку отримують з деревини і отримують в результаті віскозного процесу.
Розривна міцність його вища, ніж у віскози, а за гігроскопічностю він перевершує бавовну (майже в 1,5 рази). На відміну від бавовни, тканина з модалу має маленький відсоток усадки, залишається м'якою після прання за рахунок того, що гладка поверхня модалу перешкоджає домішкам (вапну або миючим засобам) залишатися на тканині, роблячи її жорсткою на дотик. Волокно модалу дуже легке. Десять тисяч метрів цього волокна важать всього 1 грам. Все це робить модал ідеальним компонентом у сумішевих тканинах.

## Переваги
- Надає м'який блиск;
- Робить тканину м'якою і ніжною;
- Не має усадки і не втрачає пружності;
- Забезпечує комфортність під час носіння: злегка «холодить» шкіру в спеку, не викликає подразнення;
- Добрі гігієнічні показники (волога швидко виходить зсередини на поверхню);
- Зберігає всі властивості навіть після багатократного прання;
- Майже не змінює колір (не вицвітає і не линяє).

## Недоліки
- Модал зберігає пружні властивості трохи гірше, ніж віскоза
- Його виробництво дорожче від виробництва інших тканин

## Застосування
Використовується в тканинах для виробництва постільної білизни, рушників, панчішно-шкарпеткових виробів, домашнього і високотехнологічного спортивного одягу та іншої текстильної продукції.

## Мікромодал
Мікромодал збільшує порівняно зі звичайним модалом міцність і зносостійкість виробів завдяки тоншим окремим волокнам.